# Михайлов, Феликс Трофимович
Фе́ликс Трофи́мович Миха́йлов (12 апреля 1930, Чимкент (ныне Шымкент), Казахской ССР — 22 февраля 2006, Москва) — советский и российский психолог, философ

, педагог, телеведущий. Академик Российской академии образования (1993), доктор философских наук (1988), профессор (1991). 
Академик РАО. 

## Биография
Выпускник философского факультета МГУ (1954). Учился на одном курсе с Р. М. Титаренко (будущей Горбачёвой) и М. К. Мамардашвили. Поступит в аспирантуру при кафедре философии МГПИ им. В.И. Ленина. 
С 1957 — преподаватель Российского медицинского университета (до 1992 — 2-го Московского медицинского института). В 1961—1971 — заведующий кафедрой философии (ныне — философии и культурологии). В 1963 году в МИНХ имени Г. В. Плеханова защитил диссертацию на соискание учёной степени кандидата философских наук по теме «Гносеологические корни фрейдизма».
В 1972—1984 работал в учреждениях Академии педагогических наук. Заведовал лабораториями в НИИ СиМО и НИИ ОПП. С 1984 — главный научный сотрудник Института философии АН СССР.
В 1988 году защитил диссертацию на соискание учёной степени доктора философских наук по теме «Общественное сознание и самосознание индивида» (специальность 09.00.01 — диалектический и исторический материализм).
С 2004 — профессор кафедры психологии труда и инженерной психологии психологического факультета альма матер. Читал курсы на философском и факультете повышения квалификации МГУ.
Подготовил 12 кандидатов и 4 докторов наук.
Член Учёных советов Института философии РАН и РГМУ. Член Московского общества испытателей природы (2001). Член редколлегии периодических изданий: «Постижение культуры» (1990), «Культура. Традиции Образование», «Психологическая наука и образование» (1997). Был ведущим передачи о философии на Центральном телевидении (по собств. воспоминаниям: "Читал учебные лекции по философии на третьей программе, а на первой почти два года вёл передачи «Философия» в телевизионном «Ленинском университете миллионов»").
Похоронен на Востряковском кладбище Москвы.

## Научная деятельность
Занимался исследованиями в области философских проблем фундаментальной психологии, в том числе причинами господства эмпиризма в психологической науке новейшего времени, возможностями фундаментальной теории психологии; природы, истоков и сути субъективности как способности субъективной мотивации поведения животных и человека; проблем динамичного тождества интер- и интрасубъективности, гносеологическими корнями фрейдизма и др.
Специалист в области эпистемологии, изучал проблемы формирования и деятельности самопознания, которое исследуется в предметных областях психологии развития и философии.
Сформировал философские основы новой педагогики. Ф. Михайлов предлагал убрать все промежуточные дидактические звенья и напрямую соединить две главные категории педагогики: цель и личность. Исследовал комплекс проблем, связанных с формированием личности на материале истории культуры, создания специального комплекса человековедческих знаний включенных в виде предметов в учебный план высшей школы. Осуществил ряд исследований истоков и способов развития сознания и самосознания, креативных способностей самосознания, природы психического и ментальности человека, психологии человеческого «Я», бессознательного и других проблем. Центральная идея — стремление отождествить индивидуальное самосознание и общественное сознание.
Автор основы авторской «концепции обращений» в качестве проблемно-продуктивного ответа на фундаментальные проблемы психологической теории.
Предложил идею создания своеобразных интеллигентских поселений — культурно-образовательных центров, как альтернативы существующим учебным заведениям.

## Избранные публикации
Автор около 140 научных работ.
- «За порогом сознания. Критический очерк фрейдизма» (М., Госполитиздат, 1961, в соавт. с Г. И. Царегородцевым)
- «Загадка человеческого Я». М., Политиздат, 1964; 2-е изд. — 1976,
- Общество, коллектив, личность. М.: Знание, 1964 (в соавторстве с А. И. Вороновым)
- «Методологические и теоретические проблемы содержания и методов обучения (философские и прогностические аспекты)», (в соавт. 1975),
- «Методологические проблемы развития личности» (1981),
- «Общественное сознание и самосознание индивида». М.: Наука, 1990,
- «Культура, образование, развитие индивида» (1990),
- «Самоопределение культуры: Философский поиск» (2003),
- «Что же такое личность?»